# Länsfängelset i Härnösand
Länsfängelset i Härnösand, senare Centralfängelset i Härnösand och Anstalten Härnösand, är ett cellfängelse som  öppnades 1861. Det var till utseendet likt andra enrumsfängelser som uppfördes vid denna tid under den fängelsereform som beslutats vid 1844 års riksdag. Arkitekt var Carl Fredrik Hjelm och byggnadskostnaden blev 127 197 kronor. Fängelset avvecklades 2009 för att sedan öppna igen i maj 2022.

## 1800-talet
Den äldre delen hade endast 54 vanliga celler och beläggningen var de första åren inte stor, inte ens då häktet i Sundsvall lagts ned 1863. I samband med missväxten 1868 då fångantalet steg i hela landet hade man vid en tidpunkt 80 fångar. Arbetet under 1800-talet bestod i skrädderi, skomakeri och något borstbinderi och snickeri. Dessutom det på fängelserna då vanliga arbetet med klistring av tändsticksaskar och redning av drev. 

## Utbyggnad till centralfängelse 1907
År 1907 lades fängelset vid Nya Varvet i Göteborg ned. Personal och fångar skulle fördelas på det nybyggda Härlanda fängelse i Göteborg och fängelset i Härnösand, som redan 1903 beviljats medel för en tillbyggnad. Väster om och parallellt med den gamla byggnaden uppfördes en ny cellflygel i tre våningar med 78 vanliga celler och 14 arbetsceller i källaren. Dessutom tillkom en ekonomibyggnad mellan de nya och gamla cellflyglarna som utgjorde förbindelsegång mellan dessa och den hade dessutom 13 nattceller. Även i övrigt moderniserades anläggningen och en ångpannebyggnad tillkom. Byggnadskostnaderna blev 215 000 kronor. Personalen utökades, bland annat med ett tiotal tjänstemän från Nya Varvet. Störst beläggning hade fängelset 1918 med 237 intagna. År 1912 uppfördes en separat psykiatrisk avdelning, fast de där intagna vistades nattetid i vanliga celler. Vid utbyggnaden fanns inte tillräcklig tomtmark för personalbostäder, utan 1904 anskaffades en tomt norr om fängelset med en tvåvånings träbyggnad, Cederlundska huset, som byggdes om till bostäder för anstaltens högre tjänstemän. År 1917 tillkom ytterligare en fastighet med 14 lägenheter för lägre befattningshavare.    

## Senare år
På senare år var fängelset en sluten anstalt av säkerhetsklass D. De intagna, som inte hade självförvaltning, kunde studera på grundskole-, gymnasie- och högskolenivå. Man arbetade med snickeri, montering/förpackning och tvätt. Fängelset hade gym och andra träningsmöjligheter och rastgården användes vintertid även som isbana. Anstalten hade även bibliotek, musikrum, bastu och biljardbord. 
Anstalten hade ingen tillgång till besökslägenheter utan bara besöksrum. Ett besök kunde vara 2-4 timmar. Besöken bokades via telefon men inte av de intagna. Långvägsresande hade ingen möjlighet till övernattning, vilket finns på vissa andra anstalter som till exempel Anstalten Kumla och Anstalten Salberga.
Då anstalten lades ner 2009 hade man en bemanning om ca 70 personer och den ersattes av Anstalten Saltvik.
Fastigheten är bevarad och var först vandrarhem med namnet Waterfront, men inrättades 2015 som asylboende.
Då kriminalvården drabbats av stor platsbrist, fördes under 2020 diskussioner med fastighetsägaren om att åter använda byggnaden som fängelse. Anstalten öppnades igen i maj 2022 och har plats för ungefär 100 intagna och har cirka 90 anställda.